# اوشینو، یاماناشی
اوشینو، یاماناشی (به لاتین: Oshino, Yamanashi) یک منطقهٔ مسکونی در ژاپن است که در Minamitsuru District واقع شده‌است. اوشینو ۲۵٫۰۵ کیلومترمربع مساحت و ۸٬۹۳۶ نفر جمعیت دارد.